# آدمی (فیلم ۱۹۶۸)
آدمی (انگلیسی: Aadmi) یک فیلم به کارگردانی ای. بیمسینگ است که در سال ۱۹۶۸ منتشر شد. از بازیگران آن می‌توان به دیلیپ کومار، مانوج کومار، و وحیده رحمان اشاره کرد.